# الجيش الأوكراني الثوري المتمرد
الجيش الثوري المتمرد الأوكراني (الروسية: Революционная Повстанческая Армия Украины) يسمى أيضا الجيش الأسود. وقد كان جيشًا لاسلطويًّا من العمال والفلاحين الأوكرانيين تحت قيادة اللاسلطوي المشهور نستور ماخنو خلال الحرب الأهلية الروسية.

## ماخنو والجيش اللاسلطوي المتمرد
فرق حرب العصابات اللاسلطوية الأوكرانية كانت نشطة خلال الحرب الأهلية الروسية. حاربت هذه الفرق كل من الروس البيض والحمر خلال الحرب الأهلية. من بين كل المجموعات اللاسلطوية، الأنجح والأشهر كان نستور ماخنو القائد ألفلاحي اللاسلطوي الذي شكل الجيش المتمرد الثوري الأوكراني، أو الجيش الأسود اللاسلطوي، مع أسلحة وتجهيزات كبيرة حصل عليها من القوات النمساوية الهنغارية والألمانية. خلال الحرب الأهلية، الجيش الأسود تكون من 15,000 إلى 110,000 ونظم في خطوط مؤتمريه، مع وحدات من المشاة، المدفعية والفرسان. البطاريات المدفعية كانت تسلم لكل فرقة مشاة. الفرسان دمجوا كل من قوات أحصنة منظمة وغير منظمة، وتكون من أشخاص مدربين جيدا. البلشفيين سموا الجيش الأسود «كالقوات الماخنوية».
القوات اللاسلطوية كانت تفتقر إلى الموارد التصنيعية الأساسية خصوصا مصانع لإنتاج كميات كبيرة من السلاح والذخيرة. كان الجيش الأسود بسبب رفض البلشفيين تمويله يضطر إلى السطو على قوات العدو لسرقة السلاح، أما الغذاء والأحصنة فكان يتحصل عليه من السكان المحليين.

## التنظيم
في منتصف 1919 وصلت قوة الجيش الأسود إلى 15,000 مقاتل، انتظموا في فرقة للفرسان، أربع فرق للمشاة، وفرقة من حاملي البنادق الآلية مع 5000 بندقية، وفرقة للمدفعية. في ديسمبر 1919، بلغ عدد المشاة 83,000 والفرسان 20,135، وحاملي البنادق الآلية 1,435 مع 118 بندقية، إضافة إلى سبعة قطارات مدرعة وبعض السيارات المدرعة. نظم الجيش على أربع فيالق وقوة إستراتيجية. كل فيلق كان له فرقة مشاة وفرقة فرسان، وكل فرقة كانت تنتظم من ثلاث إلى أربع أفواج.
إن تركيبة الجيش الأسود لم تكن تركيبة جيش تقليدي، فهو كان جيشا ديمقراطيا يقوم على لجان الجنود والجمعيات العامة، فلم يكن هناك ضباط بل كان كل آمري الجيش كان ينتخبون ويستبدلون. كان الجيش يقوم على التطوع ولكن أحيانا كان يفرض التجنيد الإجباري. الجمعيات الجماهيرية العادية كان تناقش السياسة. الجيش كان يقوم على الانضباط الذاتي، وكل القواعد الانضباطية للجيش كانت تخضع لموافقة جمعيات الجنود.
البناء التنظيمي لهذا الجيش استخدم لاحقا في تنظيم الميليشيات اللاسلطوية في الحرب الأهلية الإسبانية والثورة الإسبانية.